# Sádočné
Sádočné es un municipio del distrito de Považská Bystrica en la región de Trenčín, Eslovaquia, con una población estimada a final del año 2024 de 158 habitantes.
Se encuentra ubicado al norte de la región, cerca del río Váh (cuenca hidrográfica del Danubio) y de la frontera con República Checa y con la región de Žilina.

## Demografía
| Año        | 1994 | 2004     | 2014    | 2024    |
| ---------- | ---- | -------- | ------- | ------- |
| Población  | 181  | 161      | 165     | 158     |
| Diferencia |      | −11,04 % | +2,48 % | −4,24 % |

| Año        | 2023 | 2024    |
| ---------- | ---- | ------- |
| Población  | 159  | 158     |
| Diferencia |      | −0,62 % |